# Ingénierie environnementale
L’ingénierie environnementale est la branche de l'ingénierie qui étudie les problèmes de la planète de forme scientifique et intégrée, considérant ses dimensions scientifiques: chimiques, physiques, écologiques, biologiques, géologiques, sociales, économiques et technologiques, avec l'objectif de promouvoir un développement durable.
Il s'agit d'une branche des sciences environnementales basée sur la création, application et gestion des procédures, produits et services technologiques destinés à la prévention, le contrôle et le remède de problèmes environnementaux ; au développement de l'usage durable de ressources naturelles dans les processus productifs et de consommation, en ayant comme priorité l'amélioration de la qualité de vie avec la préservation des ressources naturelles.
L'ingénierie environnementale contribue à garantir, à travers la conservation et préservation des ressources naturelles, une meilleure qualité de vie pour la génération actuelle et pour les générations futures. Cette discipline, en plein essor dans l'actualité, tient un objectif clair. Elle se consolide comme un besoin, fournissant une série de solutions propices pour faire face à l'actuelle crise écologique qui existe sur la planète. Pour ces raisons, l'ingénierie environnementale est envisagée par beaucoup de personnes comme un métier d'avenir.
L'ingénieur environnemental saurait reconnaître, interpréter et diagnostiquer les impacts négatifs et positifs à niveau environnemental, évaluer les  dégâts occasionnés dans l'environnement (dans le cas d'un impact négatif) et proposer des solutions intégrées d'accord aux lois environnementales en vigueur.

## Développement de l'ingénierie environnementale dans l'histoire
Dans l'évidence que la santé et le bien-être d'une population sont étroitement liés à la qualité de son environnement, les personnes ont appliqué certains principes pour essayer d'améliorer cette dernière. Les romans ont bâti des aqueducs pour prévenir les sécheresses et munir aux villes d'une source d'eau nette et saine. Dans le XVe siècle, la Bavière a créé des lois pour restreindre le développement qui pourrait entraîner une dégradation de zones alpines critiques pour le ravitaillement d'eau dans la région.
L'ingénierie environnementale moderne a débuté à Londres dans la moitié du XIXe siècle, lors du développement d'un réseau d'égouts destiné à réduire l'incidence de maladies transmises par l'eau comme le choléra. 
L'introduction des méthodes de purification d'eau et de traitement des eaux usées a transformé les maladies transmises par l'eau de principales causes de mort à des événements exceptionnels dans les pays industrialisés.
En même temps que les communautés grandissaient, quelques actions liées aux changements environnementaux qui ont été prises ont eu à long terme un impact négatif sur d'autres aspects de la qualité de l'environnement. Comme exemple, l'application généralisée du DDT pour contrôler les pestes agricoles dans les années qui ont suivi la Seconde Guerre mondiale. Bien que les bénéfices agricoles et sanitaires de ce produit chimique devenaient exceptionnels (les récoltes ont augmenté drastiquement, en réduisant ainsi l'incidence de famine dans le monde, et la malaria a été contrôlée plus effectivement que jamais), des nombreuses espèces ont été poussées au bord de l'extinction en raison de l'impact du DDT sur leurs cycles reproductifs. Le livre Printemps silencieux, dans lequel Rachel Carson offre une vision nette de ces faits, est fondateur du mouvement environnemental moderne et du développement de l'actuelle[Quand ?] branche de la « ingénierie environnementale ».
Depuis longtemps plusieurs sociétés ont généré des mouvements de conservation et des lois pour restreindre les actions publiques que pourraient nuire l'environnement. Des modèles comme les lois qui ont décrété la construction des égouts de Londres et Paris dans le XIXe siècle, et la création du système de parcs nationaux des États-Unis au début du XXe siècle.
Dans l'actualité l'ingénierie environnementale a une importance majeure dans l'élaboration des projets soumis à l'évaluation de l'impact écologique.
La mission principale de l'ingénierie environnementale serait de protéger l'environnement d'une forte dégradation, et de préserver, améliorer et dynamiser les ressources naturelles existantes.